# Twentieth Century
Twentieth Century (bra: Suprema Conquista) é um filme americano de 1934, do gênero comédia, dirigido por Howard Hawks.

## Sinopse
Produtor da Broadway treina uma ex-modelo de lingerie, para se tornar uma grande atriz, quando ela consegue eles começam um relacionamento. Mas o ciúmes dele acaba por desgastar a relação e ela decide ir embora pra Hollywood. Agora ela se tornou uma grande estrela de Hollywood e ele precisa da ajuda dela para retornar sua carreira em declínio.

## Elenco
- John Barrymore  ...  Oscar Jaffe
- Carole Lombard  ...  Lily Garland ("Mildred Plotka")
- Walter Connolly  ...  Oliver Webb
- Roscoe Karns  ...  Owen O'Malley
- Ralph Forbes  ...  George Smith